# Richard Parncutt

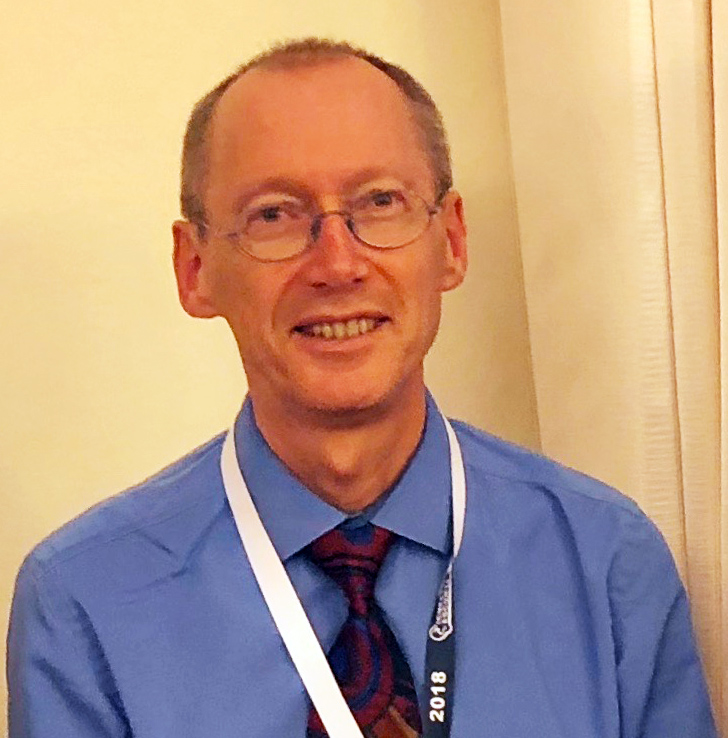
Richard Parncutt 2018

Richard Parncutt (* 24. Oktober 1957 in Melbourne) ist ein australischer Musikpsychologe, Professor für Systematische Musikwissenschaft (seit 1998) und Leiter des Zentrums für Systematische Musikwissenschaft (seit 2008) an der Karl-Franzens-Universität Graz.

## Leben
Richard Parncutt studierte Musik und Physik an der Universität Melbourne (Australien). 1987 schloss er sein Studium an der University of New England (Armidale/Australien) mit einem Doktorat in den Bereichen Musik, Psychologie und Physik ab. Er war Gastforscher mit oder Postdoc bei Ernst Terhardt (München), Johan Sundberg (Stockholm), Annabel Cohen (Halifax, Canada), Al Bregman (Montreal), und John Sloboda (Keele, England) und Dozent (lecturer) am Institut für Psychologie der Keele University (England). Neben seiner musikpsychologischen Forschungs- und Lehrtätigkeit engagiert sich Richard Parncutt in den Bereichen Interkulturalitäts- und Rassismusforschung sowie Kollegialität und akademische Leistungssicherung.

## Forschung

### Musikalische Forschung
Parncutts Forschung zur Wahrnehmung von Harmonie ergänzt die verwandte Forschung von Ernst Terhardt und erklärt aufgrund allgemeiner Prinzipien der Wahrnehmung und der Gestalterkennung warum beispielsweise der Grundton von einem C-Dur oder -moll-Akkord C ist, warum und in welcher Weise Akkordengrundtöne mehrdeutig sind, warum bestimmte Akkorde und Akkordfolgen in tonaler Musik öfter verwendet werden als andere (Dur häufiger als Moll häufiger als Dominantseptakkord, fallende Quinten zwischen Grundtönen häufiger als steigende Quinten usw.), und schließlich warum die westliche Musik seit dem 17. Jahrhundert hauptsächlich auf nur zwei Skalen (Dur und Moll) basiert.
Seine Forschung im Bereich der Rhythmuswahrnehmung schafft eine Verbindung zwischen Tonhöhen- und Rhythmuswahrnehmung (die rhythmische Pulswahrnehmung wird als analog zur Wahrnehmung eines harmonischen komplexen Tons verstanden) und ermöglicht die Vorhersage der perzeptuellen Salienz eines Pulses (beat, Takt) und der rhythmischen Mehrdeutigkeit einer Tonfolge.
In seiner Forschung zum Klavierfingersatz wurde das praktische Alltagswissen von Pianisten systematisch untersucht und beschrieben, was zum ersten Mal die systematische Vorhersage von Fingersätzen in melodischen Passagen ermöglichte.
In seiner Forschung zur Entstehung von Musik stellt er die Frage, warum musikalische Klangmuster starke Emotionen hervorrufen und warum in allen Kulturen religiöse Rituale durch Musik begleitet und unterstützt werden, und formuliert überraschende Antworten aufgrund neuerer empirischer Forschung zur pränatalen psychologischen Entwicklung und dem Überlebenswert der Mutter-Säugling-Bindung.
Parncutts Forschung erstreckt sich in verschiedene Gebiete der Musikpsychologie:
- Musikalische Struktur: Tonhöhenwahrnehmung, Konsonanz, Harmonie, Tonalität (Dur/Moll), Melodie, Kontrapunkt, Rhythmus und Akzentuierung.

- Performance: Psychologie der musikalischen Performance (Schwerpunkt Klavier: Ausdruck und Fingersatz); Anwendung von Forschungsergebnissen in der musikalischen und musikpädagogischen Praxis

- Entstehung der Musik: Wesen und Wurzeln von Harmonie, Tonalität, Rhythmus (Takt); evolutionäre Musikpsychologie und mögliche Rollen der prä- und postnatalen Kind-Mutter-Bindung in der Phylogenese und Ontogenese der Musik

- Interdisziplinarität: Zusammenführung von Geisteswissenschaft, Naturwissenschaft und Praxis im Schnittpunkt Musik

- Modelling: Psychoakustische/kognitive Theorien und ihre computergestützten Anwendungen in Musiktheorie, Musizieren und Komposition

Parncutt ist Gründer oder Mitbegründer folgender internationaler Peer-Review-Forschungs-Infrastrukturen:
- Conference on Interdisciplinary Musicology (seit 2004)[7]
- Journal of Interdisciplinary Music Studies (seit 2007)[8]
- International Student Conference on Systematic Musicology (seit 2008)[9]
- Conference on Applied Interculturality Research (seit 2010)[10]

### Klimakommunikation
Gemeinsam mit Joshua Pearce veröffentlichte Parncutt 2023 eine systematische Übersichtsarbeit zu Quantifizierung des Verhältnisses von CO2e-Emissionen zu resultierenden Todesfällen. Darin stellen Pearce und er die 1000-Tonnen-Regel (1000-ton rule) auf, nach der 0,1 bis 10 Menschen pro Verfeuerung von 1000 Tonnen Kohlenstoff (entspricht etwa 3700 Tonnen CO2) stürben.
Siehe auch: Mortality Cost of Carbon (MCC)

## Kontroverse
Im Oktober 2012 veröffentlichte Parncutt auf der Website der Universität Graz einen Text mit dem Titel „Death penalty for global warming deniers?“ (dt. „Todesstrafe für Leugner der globalen Erwärmung?“), in dem er vorschlug, die Todesstrafe auf Täter einzuschränken, die mindestens eine Million Todesfälle verursachen. Nach dieser Definition wären nach seiner Analyse „einflussreiche Leugner der globalen Erwärmung“ Kandidaten für die Todesstrafe. 
„Ich möchte behaupten, dass es prinzipiell in Ordnung ist, jemanden umzubringen, um eine Million andere Menschen zu retten.“ Also folgerte er: „Die Todesstrafe ist angemessen für einflussreiche Leugner der Erderwärmung.“
Auch der Papst und seine Berater müssten demnach zum Tode verurteilt werden, da das Kondomverbot der Katholischen Kirche dafür sorge, dass sich AIDS weiter verbreite und so Millionen von Menschen in Afrika daran sterben würden. Ende Dezember 2012 sorgte diese Forderung für Kritik in österreichischen und internationalen Medien. Die Universität Graz veröffentlichte eine Stellungnahme, in der sie sich „bestürzt und entsetzt“ ob der Einlassungen Parncutts zeigte sowie die „menschenverachtenden Aussagen“ Parncutts zurückwies. Parncutt schrieb aber weiterhin, dass er persönlich immer schon gegen die Todesstrafe gewesen sei und lediglich eine logische Argumentationskette präsentiere. Später entschuldigte er sich für den Beitrag.
In der Einleitung befand sich ein Link zu einer Dokumentation eines thematischen Blogs (desmogblog), in der zahlreiche Skeptiker des menschengemachten Klimawandels aufgelistet wurden. Parncutt schlug vor, dass eine Jury aus Wissenschaftlern über die Todesstrafe entscheiden sollte. Die Verurteilten sollten die Chance auf Verringerung der Strafe zu lebenslanger Haft haben, wenn sie ihre Thesen widerrufen, öffentlich Reue zeigen und sich verpflichten, aus dem Gefängnis heraus Forschung zum Beweis der globalen Erwärmung zu betreiben.
Der Text blieb bis zum 24. Dezember 2012 auf der Website der Universität Graz. Nachdem mehrere Personen, deren Meinungen und Aktivitäten im desmogblog dokumentiert sind, den Text in ihren Blogs thematisierten und sein Inhalt Gegenstand öffentlicher Kritik wurde, veranlasste die Universitätsleitung seine Entfernung. Parncutt selbst entschuldigte sich für seine Äußerungen.
Im Januar 2013 wurde ein Disziplinarverfahren gegen Parncutt wegen seiner Äußerungen eröffnet. Auf seiner persönlichen Homepage entstanden später zwei Stellungnahmen.

## Publikationen

### Aktuelle referierte Publikationen
- R. Parncutt: Psychoacoustic Foundations of Major-Minor Tonality. MIT Press, 2024.
- J. M. Pearce & R. Parncutt: Quantifying greenhouse gas emissions in human deaths to guide energy policy. Energies, 16(16), 2023, 6074.
- R. Parncutt & L. Radovanovic: The missing fundamentals of harmonic theory: Chord roots and their ambiguity in arrangements of jazz standards. Musicae Scientiae, 27(2), 2023, 366–389.
- R. Parncutt, I. Engel, & L. Radovanovic: Consonance and dissonance of simultaneous trichords in Western music: A listening experiment to test models of harmonicity and roughness. Psychological Topics, 32(1), 2023, 13–34.

### Häufig zitierte referierte Publikationen
- R. Parncutt: A perceptual model of pulse salience and metrical accent in musical rhythms. Music Perception, 11, 1994, 409–464.
- R. Parncutt: Harmony: A psychoacoustical approach. Springer, Berlin 1989, ISBN 3-540-51279-9 / ISBN 0-387-51279-9.
- R. Parncutt: Revision of Terhardt’s psychoacoustical model of the root(s) of a musical chord. Music Perception, 6, 1988, 65–94.
- R. Parncutt, J. A. Sloboda, E. F. Clarke, M. Raekallio, P. Desain: An ergonomic model of piano fingering for melodic fragments. Music Perception, 14, 1997, 341–382.
- R. Parncutt, G. E. McPherson (Eds.): The science and psychology of music performance: Creative strategies for teaching and learning. Oxford University Press, New York 2002, ISBN 0-19-513810-4.
- see also[23][24]